# Françoise Choay
Françoise Choay, née Françoise Weiss le 29 mars 1925 à Paris où elle meurt le 8 janvier 2025, est une historienne des théories et des formes urbaines et architecturales française, professeure aux universités de Paris I et Paris VIII.

## Biographie
Françoise Weiss naît le 29 mars 1925 dans une famille protestante et juive républicaine. Son  père, André Eugène Paul Weiss (1899-1950), est avocat à Paris, résistant durant la guerre, puis nommé préfet régional à Montpellier à la Libération et directeur au ministère de l’Éducation nationale. Sa mère est Colette Cerf (1899-1975), fille du gastronome Camille Cerf. Françoise est aussi la nièce de la journaliste et féministe Louise Weiss et la pédopsychiatre Jenny Aubry. Elle épouse Jean Choay, le couple a deux filles. 
Elle suit des études de philosophie avant de devenir critique d'art. Dans les années 1950, elle collabore à des revues d’art telles L’Observateur, à L’Œil et à Art de France. En 1960, elle s'occupe de l'antenne parisienne d'Art international. Elle écrit plusieurs ouvrages sur l'histoire de l'architecture et l'urbanisme, dont une critique de l’œuvre de Le Corbusier, puis une anthologie critique sur l'urbanisme : L'Urbanisme, utopies et réalités. Une anthologie, parue au Seuil en 1965. 
Ce livre donne une assise théorique à la contestation de l'urbanisme moderne alors mis en œuvre dans la France gaullienne. Ce modèle d'urbanisme, formulé en réponse aux conditions de vie déplorables de la ville industrielle du XIXe siècle, s'est donné pour objectif de développer de nouvelles formes de cités volontairement distinctes de celles de l’architecture et de la ville traditionnelles, jugées obsolètes. Héritières des Lumières et de sa philosophie politique, ayant foi en la capacité humaine de concevoir rationnellement un avenir meilleur, l'approche fonctionnaliste en urbanisme est porteuse d’une idéologie progressiste qui propose d’organiser la ville en quatre fonctions séparées : se loger, circuler, se reposer et se divertir. Elle traduit ces fonctions en modèles spatiaux se voulant de portée universelle, qualifiés d’utopistes par Françoise Choay (1965). Ces modèles sont fondés sur un nombre restreint de principes rigides, visant en particulier une ségrégation fonctionnelle de l’espace. Les travaux conduits par les Congrès internationaux d’architecture moderne (CIAM), à l’occasion, notamment, de celui de 1933, qui ont conduit à la publication de la Charte d’Athènes en 1943 (Le Corbusier, 1943), illustrent parfaitement le réductionnisme fonctionnaliste.
Dans les années 1970, elle est sollicitée par Pierre Merlin, fondateur de la section urbanisme de l'Université de Vincennes (aujourd'hui Université Paris-VIII-Vincennes-Saint-Denis), pour y enseigner.
Après la soutenance de sa thèse d'État consacrée à Leon Battista Alberti et aux utopies spatiales (notamment celles de Thomas More), en 1978, elle y devient professeure et y enseigne jusqu'aux années 1990. Dans ce travail, édité en 1980 sous le titre La Règle et le Modèle. Sur la théorie de l'architecture et de l'urbanisme, elle approfondit son analyse des sources utopiques de l'urbanisme, mené dans son précédent ouvrage. Elle oppose à cette tradition le mode générique de faire la ville prôné par Alberti, basé sur la prise en compte du désir, à partir de règles génératives et non pas de la reproduction stérile et aliénante d'un modèle. L'urbanisme d'Haussmann constitue, selon elle, une illustration réussie de cet urbanisme génératif, basé sur des règles (de gabarit, de taille de rue, de distribution des espaces verts). Elle participe au tome 4 de l'Histoire de la France urbaine, de Georges Duby, paru en 1985. Elle participe plus tard à l'édition et aux commentaires de textes d'Haussmann et d'Alberti. Ultérieurement, elle pousse ses élèves vers d'autres grands textes fondateurs de l'urbanisme, tels que ceux de Ildelfons Cerdà ou Melvin Webber.
En 1994, son article « Le règne de l'urbain et la mort de la ville » est publié dans le catalogue de l'exposition « ville, art et architecture en Europe, 1870-1993 » pour le musée Pompidou et fait date. Elle y critique un aménagement urbain inféodé aux réseaux techniques et à leurs concepteurs, qui entraîne une perte de l'échelle humaine dans l'urbanisme.
Dans le même temps, ses travaux se consacrent à la notion de patrimoine. Dans son ouvrage L’Allégorie du patrimoine, elle identifie les textes et les figures fondatrices des pratiques de conservation tant muséale qu'archéologique et urbaine. Elle fait publier en français le livre d'Aloïs Riegl. Cet ensemble de travaux prolonge sa critique de l'urbanisme et cherche à identifier les voies d'un aménagement de l'espace respectueux de l'humain. Son livre  Pour une anthropologie de l’espace en 2007, qui regroupe des textes épars, en constitue un nouveau jalon en soulignant la cohérence de son parcours intellectuel.
Elle a dirigé aux éditions du Seuil la collection « Espacements », dans laquelle paraissent plusieurs traductions de textes fondateurs de l'urbanisme.
Elle est élue Membre de l'Académie des arts de Berlin en 1999.
Françoise Choay a reçu le prix du Livre d'architecture 2007 pour son ouvrage Pour une anthropologie de l’espace. « L'auteur livre une anthologie d’articles novateurs et fondamentaux sur les figures multiples de la spatialisation et de son histoire (architecture, urbanisme, aménagement, protection du patrimoine) », a estimé le jury présidé par Gérard Grandval, architecte et membre de l'Académie d'architecture. Ce prix lui a été remis le 19 décembre 2007 par Christine Albanel, alors ministre de la Culture et de la Communication.

## Publications

### Ouvrages
- Choay Françoise, Le Corbusier, New-York, États-Unis, G. Braziller, 1960, 126 p.
- Françoise Choay, L’Urbanisme, utopies et réalités : Une anthologie, Paris, Seuil, coll. « Points », 1965 (réimpr. 1er octobre 1979), 446 p. (ISBN 2-02-005328-4 et 978-2-02-005328-0, présentation en ligne)Cette anthologie dénonce les dogmes et les contre-vérités qui entachent trop souvent la réflexion sur l'urbain. Dans ce qui fut sa thèse, Françoise Choay montre aussi que la profession réinvente beaucoup et que l'on trouve finalement trois grands mouvements.
- Choay Françoise et Banham Reyner et Baird G., Le Sens de la ville, Paris, France, Seuil, 1969.
- Françoise Choay (texte) et Jean-Louis Bloch-Lainé (photos), Essai sur l’évolution de l’espace urbain en France, Paris, éd. du Seuil, coll. « Espacements », décembre 1969, 125 p. (ISSN 0338-8778, OCLC 185582815)
- Françoise Choay, La Règle et le Modèle : Sur la théorie de l'architecture et de l'urbanisme, Paris, Seuil, 1980 (réimpr. janvier 1998, édition revue et corrigée), 384 p. (ISBN 2-02-030027-3 et 978-2020300278, présentation en ligne)
- Pierre Merlin (dir.) et Françoise Choay (dir.), Dictionnaire de l'urbanisme et de l'aménagement, Paris, PUF, coll. « Quadrige dicos poche », avril 2015 (réimpr. mai 2000 [éd. revue et augmentée], 2005, janvier 2009 [éd. revue et augmentée]), 4e éd. (1re éd. 1988), 1008 p. (ISBN 978-2-13-057028-8, présentation en ligne)
- Françoise Choay, L’Allégorie du patrimoine, Paris, Seuil, coll. « La couleur des idées », 1992 (réimpr. 1992, 1996, 1999, édition revue et corrigée), 271 p. (ISBN 2-02-014392-5 et 2-02-030023-0, présentation en ligne)
- Françoise Choay, Pour une anthropologie de l’espace, Paris, Seuil, coll. « La couleur des idées », 19 octobre 2006, 418 p. (ISBN 2-02-082533-3, présentation en ligne)Recueil de textes extraits de diverses revues et publications, 1985-2005. Prix du livre d'architecture 2007.
- Françoise Choay (dir.) et Michel Paoli (dir.), Alberti : humaniste et architecte, Paris, Musée du Louvre et École nationale supérieure des Beaux-Arts, coll. « D’art en question », 2006, 287 p. (ISBN 2-84056-211-1, présentation en ligne)Les principaux aspects de l'œuvre d'Alberti abordés par quelques-uns de ses meilleurs spécialistes.
- Françoise Choay, Le patrimoine en questions : Anthologie pour un combat, Paris, Seuil, coll. « La Couleur des idées », octobre 2009, 272 p. (ISBN 978-2-02-100494-6, présentation en ligne)
- Choay Françoise et Sainte Marie Gauthier Vincent, Haussmann conservateur de Paris, Arles, France, Actes Sud, 2013, 107 p.

### Préfaces, présentations
- Postface à la traduction française de La Dimension cachée de Edward T. Hall, Seuil, 1971.
- Préface à Ildefons Cerdà, La Théorie générale de l’urbanisation, Paris, France, éditions du Seuil, 1979, 247 p.
- Édition et présentation de La Conférence d’Athènes ; sur la conservation artistique et historique des monuments (1931), Besançon, France, 2002, 124 p.
- Présentation de Webber Melvin M., L’Urbain sans lieu ni bornes, La Tour-d’Aigues, France, éd. de l’Aube, 1996, 123 p.
- Françoise Choay, « Le règne de l’urbain et la mort de la ville », in La Ville, art et architecture en Europe, 1870–1993. Paris, Centre Georges Pompidou, 1994, p. 26-35
- Françoise Choay a préfacé l'ouvrage de Camillo Boito (trad. de l'italien par Jean-Marc Mandosio), Conserver ou restaurer : Les Dilemmes du patrimoine, Besançon, éditions de l’Imprimeur, coll. « Tranches de villes », 23 novembre 2000, 109 p. (ISBN 2-910735-45-1 et 978-2910735456)
- Françoise Choay a écrit l'introduction de l'ouvrage de Gustavo Giovannoni (trad. Jean-Marc Mandosio, Amélie Petita et Claire Tandille), L’Urbanisme face aux villes anciennes, Paris, éditions du Seuil, coll. « Points essais », 1998, 349 p. (ISBN 2-02-028943-1)
- Leon Battista Alberti (trad. du latin par présentation et annotions par Pierre Caye et Françoise Choay), L’Art d’édifier [« De re aedificatoria »], Paris, Seuil, coll. « Sources du savoir », 10 septembre 2004, 608 p. (ISBN 2-02-012164-6 et 978-2020121644, présentation en ligne)
- Françoise Choay a écrit l'introduction de l'ouvrage d’Alberto Magnaghi (trad. Traduit et adapté par Marilène Raiola et Amélie Petita), Le Projet local [« Il progetto locale »], Liège, Pierre Mardaga éditeur, coll. « Architecture + Recherche », 2003, 127 p. (ISBN 2-87009-850-2, lire en ligne)
- Françoise Choay a écrit la préface à la traduction américaine de l'ouvrage de Jean François Augoyard", Step by Step: everyday walks in a French Housing project", (transl. by David Ames Curtis), Minneapolis, University of Minnesota Press, 2007. (ISBN 978-0-8166-4591-6)